# Asedio de Corinth
El asedio de Corinth (también conocido como la primera batalla de Corinth) fue un enfrentamiento de la Guerra de Secesión que duró entre el 29 de abril y el 30 de mayo de 1862, en Corinth, Misisipi. Un contingente de tropas de la Unión bajo las órdenes del mayor general Henry Halleck sometió a la ciudad confederada de Corinth a un asedio que duró un mes. Sus ocupantes confederados fueron mandados por el general P.G.T. Beauregard. El sitio finalizó con la captura de la ciudad por las tropas federales.
La ciudad era un punto estratégico en el cruce de dos líneas de ferrocarriles, el Mobile and Ohio Railroad y el Memphis and Charleston Railroad. El exsecretario confederado LeRoy Pope Walker llamó a esta intersección "las vértebras de la Confederación". El general Halleck argumentó: "Richmond y Corinth son ahora los grandes puntos estratégicos de la guerra, y nuestro éxito en estos puntos debería ser asegurado a toda costa". Otra razón para la importancia de la ciudad era que, si llegaba a ser tomada por tropas de la Unión, entonces peligraría la seguridad de Chattanooga, Tennessee, y el control confederado sobre la línea al oeste de ese bastión al Este de Tennessee dejaría de tener sentido.
El asedio acabó cuando los confederados, inferiores en número, se retiraron el 29 de mayo. Eso cortó eficazmente las posibilidades de los confederados de recuperar el Tennessee occidental. Las fuerzas de la Unión bajo Ulysses S. Grant tomaron el control y lo convirtieron en la base para sus operaciones con el propósito de controlar el Valle del Río Misisipi, y allí especialmente la fortaleza confederada de Vicksburg, Misisipi. Grant más tarde recordaría en sus memorias la importancia que tuvo Corinth para conseguir la victoria de la Unión en la región: "Corinth fue un punto estratégico valioso para el enemigo para mantener y consecuentemente uno valioso para nosotros para poseerlo". El general C. S. Hamilton contaría más tarde que la importancia de Corinth podía ser resumida de la siguiente forma: "El ejército confederado había sido expulsado del río Ohio y de la casi totalidad de los Estados de Tennessee y de Kentucky teniendo que retirarse por una distancia de 200 millas hacia los estados del Golfo, donde los enemigos galantes estaban seguros de que los Yankis nunca llegarían a poner los pies". Sherman también escribió más tarde sobre la importancia que tenía Corinth después de la conclusión de la segunda batalla de Corinth: "En Memphis yo podía ver sus efectos en los ciudadanos, y ellos admitieron abiertamente que su causa había recibido un golpe mortal".
Con el asedio de Corinth terminado, las tropas federales tuvieron la oportunidad de atacar Vicksburg o Chattanooga, pero sería después de la segunda batalla de Corinth en octubre del mismo año que Grant podría atacar Vicksburg. El asedio de Corinth fue descrito por el general Sherman como un cambio en las tácticas en Tennessee Occidental: "El efecto de la batalla de Corinth fue muy grande. Fue, de hecho, un golpe decisivo a la causa confederada en nuestro sector, y lo cambió todo respecto a los asuntos en Tennessee Occidental. De la tímida defensiva nosotros de pronto estuvimos habilitados para pasar a la ofensiva atrevida".

## Preludio

### Situación militar

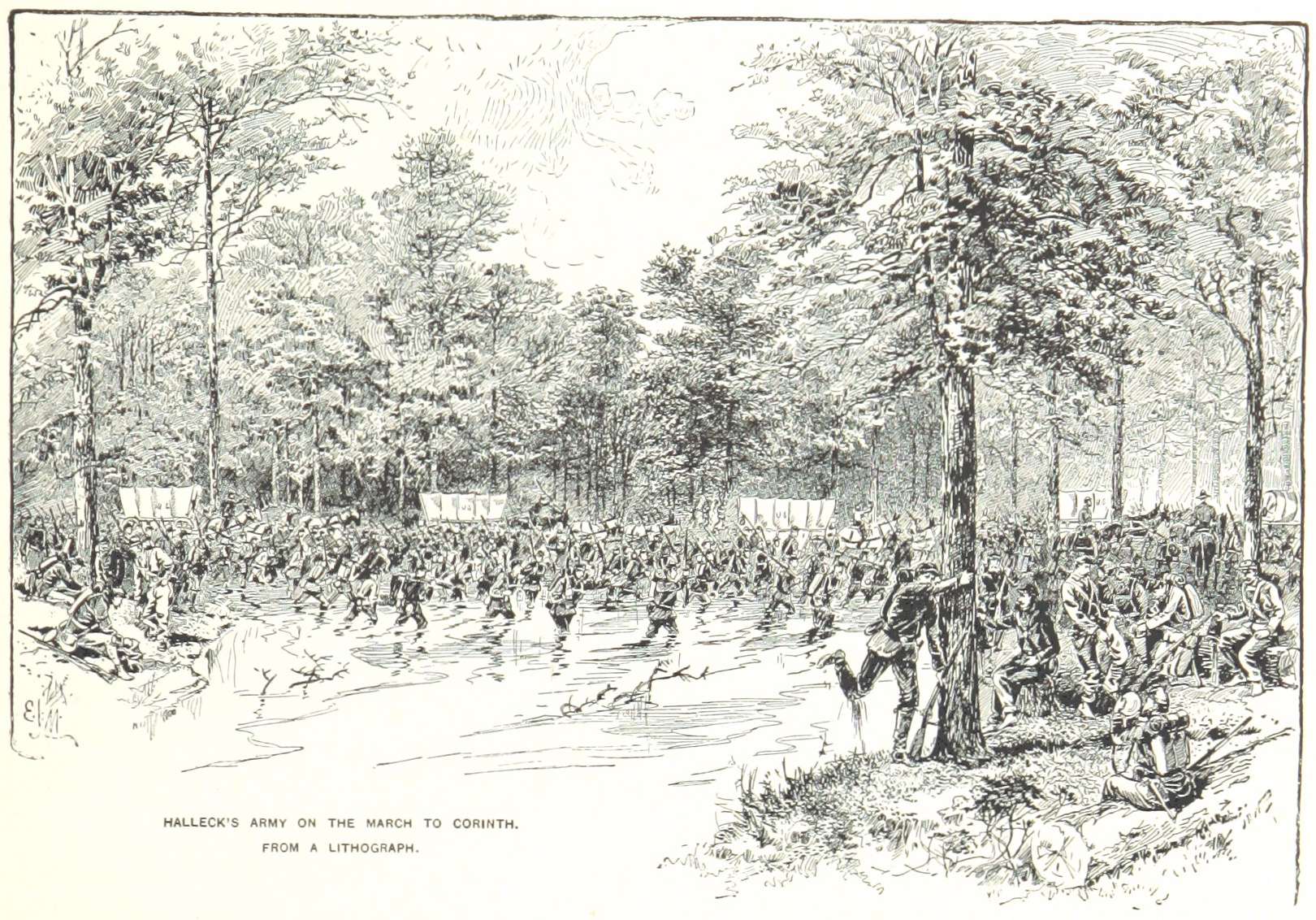
El ejército de Halleck marcha hacia Corinth

Tras la victoria del ejército de la Unión en la batalla de Shiloh el 6–7 de abril, el mayor general Henry Halleck reunió a tres ejércitos de la Unión —el Ejército del Tennessee, el Ejército del Ohio, y el Ejército del Misisipi— para un avance en el vital ra los oficiales confederados concluyeron que no podrían aguantar el cruce de ferrocarril. La enfermedad había reclamado tantas vidas confederadas como las que la Confederación había perdido en Shiloh.

## Fuerzas opositoras

### Unión
| Comandantes de la Unión más importantes |
| --- |
| - Mayor general Henry Halleck Comandantes - Mayor general Ulysses S. Grant - Mayor general John Pope - Mayor general Don Carlos Buell - Mayor general George H. Thomas |

El departamento de Misisipi, mandado por el mayor general Henry Halleck, fue dividido en tres partes. Cada parte correspondió a uno de los tres ejércitos a sus órdenes. Fueron un total de 120.172 hombres “presentes para el deber”.
- El Ejército del Misisipi, designado como el “Ala Izquierda”, mandada por el mayor general John Pope, en total 21.510 hombres “presentes para el deber”.[7]
- El Ejército del Ohio, designado como el “Ala del Centro”, mandada por el mayor general Don Carlos Buell, en total 48.108 hombres presente “presentes para el deber”.[8]
- El Ejército del Tennessee, designado como el “Ala Derecha”, mandada por el mayor general George H. Thomas, en total 50.554 hombres “presentes para el deber”.[9]

### Confederación
| Comandantes de la Confederación más importantes |
| --- |
| - General P. G. T. Beauregard, Commandantes - Mayor General Earl Van Dorn - Mayor General Leonidas Polk - Mayor General Braxton Bragg - Mayor General William J. Hardee - General de brigada John C. Breckinridge |

El Ejército de Misisipi, mandado por el general P. G. T. Beauregard, que también era el comandante en jefe de todas las fuerzas confederadas en Corinth, consistía en 45.440 hombres el 30 de abril. Estaba dividido en cuatro cuerpos:
- I Cuerpo, mandado por el mayor general Leonidas Polk,
- II Cuerpo, mandado por el mayor general Braxton Bragg, incluyó las divisiones de mayor general Benjamin F. Cheatham y mayor general Jones M. Withers.[11]
- III Cuerpo, mandado por el mayor general William J. Hardee, incluyó las brigadas del coronel Robert G. Afeitadora, general de brigada Patrick Cleburne, general de brigada S. A. M. Wood, y del general de brigada John S. Marmaduke.[12]
- El Cuerpo de Reserva, mandado por el general de brigada John C. Breckinridge.

El Ejército del Oeste, mandado por el mayor general Earl Van Dorn, tenía 12.901 hombres bajo las divisiones del mayor general Samuel Jones, mayor general Sterling Price, y del mayor general John P. McCown.

## Batalla

### Farmington

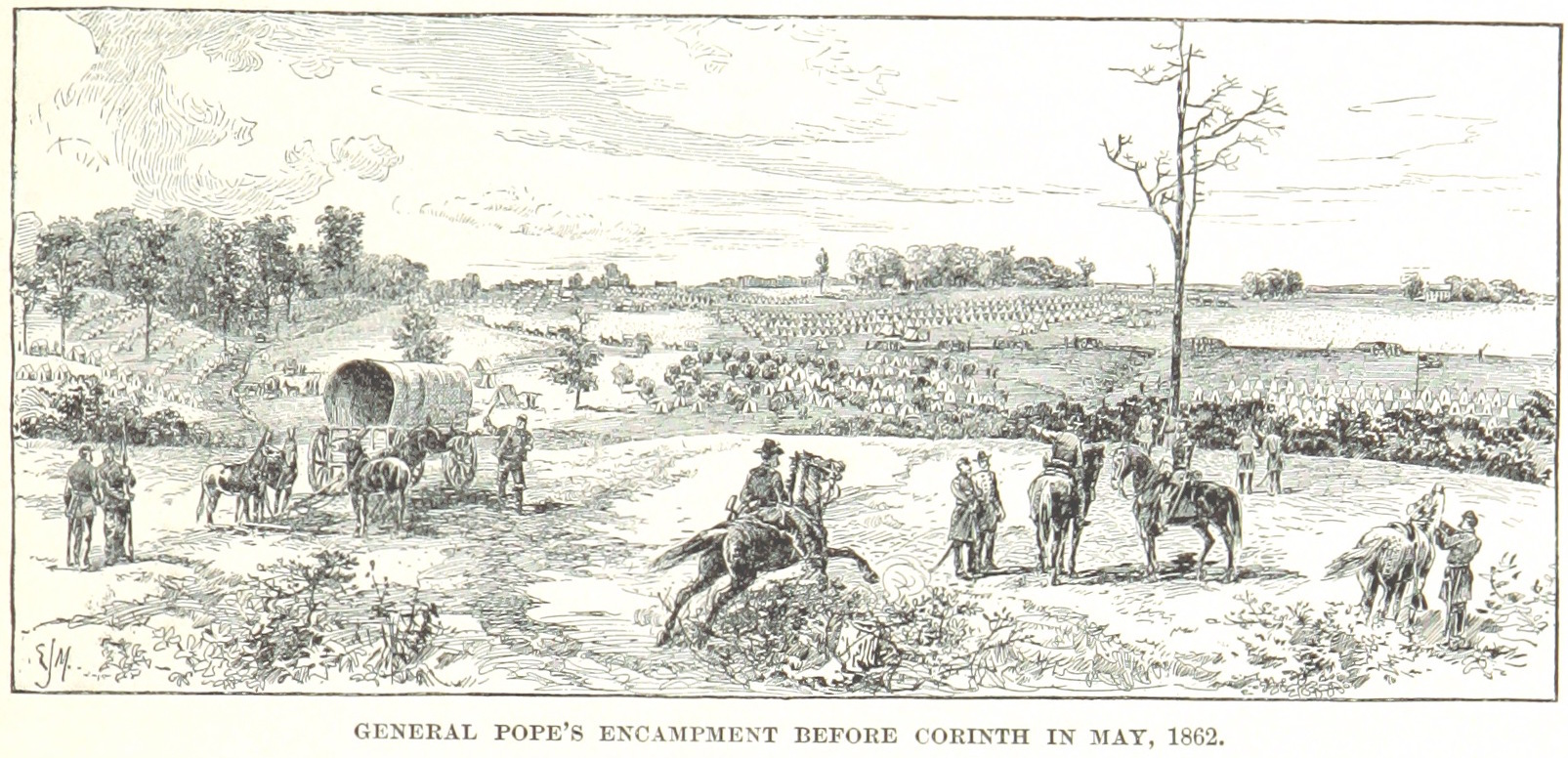
El campamento de Pope en Corinth

De los comandantes de las alas, John Pope demostró ser el más agresivo durante la campaña. Pope dirigió al ejército de la ala izquierda y era también el más lejano del cuartel general de Halleck.  El 3 de mayo Pope avanzó y capturó la ciudad de Farmington a unas pocas millas de Corinth.  En vez de mover el ala central bajo Don Carlos Buell hacia adelante, Halleck ordenó a Pope que se retirara y se uniera a Buell. El general Pierre G.T. Beauregard ordenó a Earl Van Dorn a atacar el ala avanzada de Pope el 9 de mayo.  Pope hizo una retirada exitosa y se unió a Buell. El general Braxton Bragg del Ejército Confederado (CSA), quien también participó en el ataque, tuvo 25.000 hombres. El Ejército de la Unión tuvo 12.000 soldados a su disposición. Las tropas de Van Dorn, apenas en acción, tuvieron 9 bajas. La división de Daniel Ruggles del Cuerpo de Bragg, por otra parte, quien tuvo que aguantar el grueso de la lucha, sufrió durante la lucha 8 muertos, 89 heridos y dos desaparecidos o capturados. El Ejército de la Unión tuvo 16 muertos, 148 heridos y 14 desaparecidos o capturados.

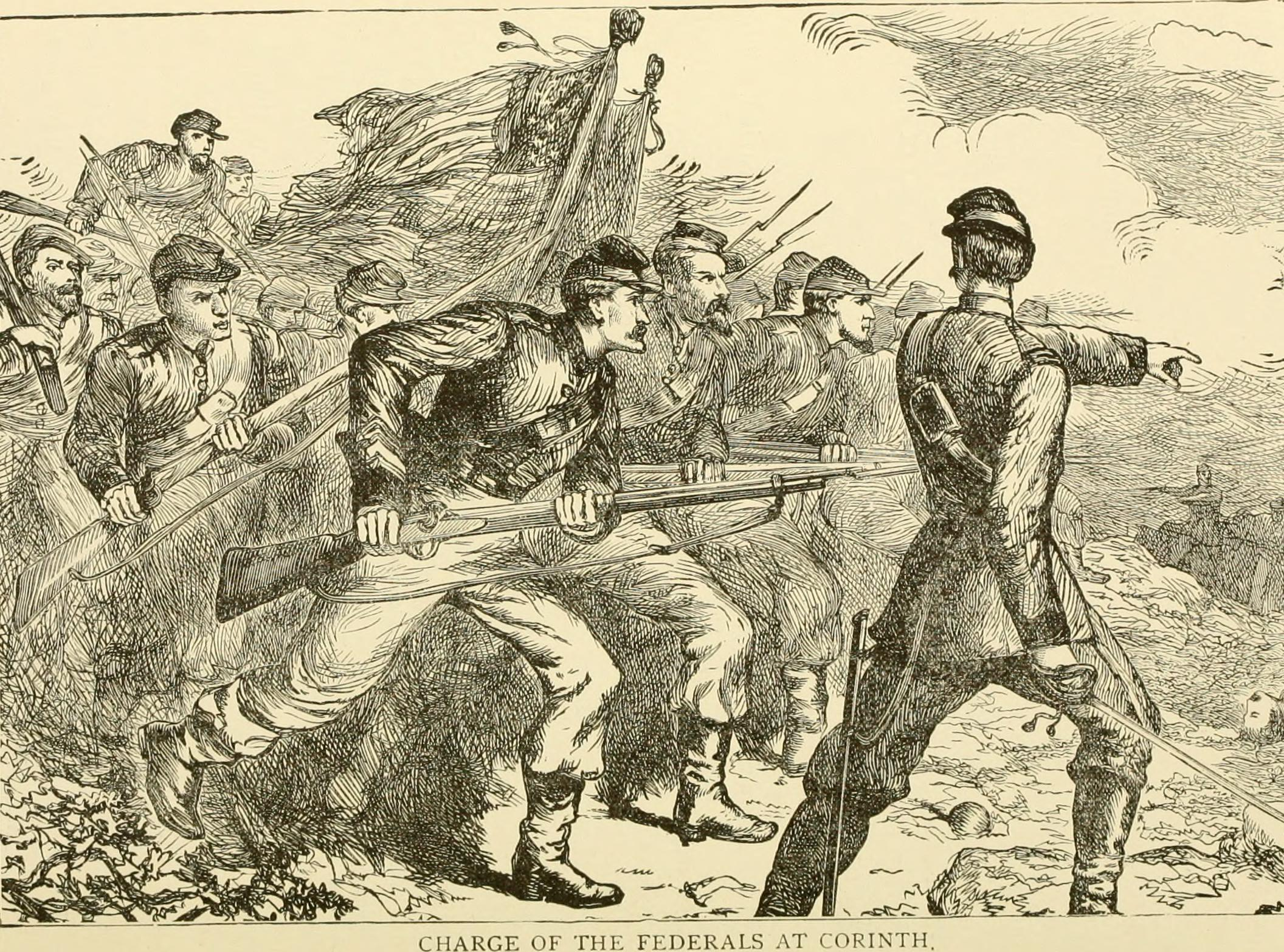
Ataque de los federales

El 8.º Regimiento de Infantería de Voluntarios recibió la orden de exponer al enemigo para contar sus números y para ello se retiraron a un pantano al norte de la ciudad. El 8.º de Wisconsin informó de 5 muertos, 14 gravemente heridos, y 19 levemente heridos. El Viejo Abe el águila chillante acompañó al 8.º de Wisconsin de Infantería.  
La 5.ª Infantería de Minnesota el regimiento llegado en Corinth en mayo 24 e informaron al general John Pope, en el campo antes de Corinth, Misisipi, y fueron asignados a la Segunda  Brigada, Primera  División, del Ejército de Misisipi. El  regimiento apenas tuvo tiempo para establecer su campamento y familiarizarse con su entorno antes de que entrase en acción. El 28 de mayo, cuatro días después de que hubiera llegado al frente, participó en el fin de la batalla de Farmington contribuyendo en el número de muertos y heridos.

### Casa de Russell
Cuando las alas del grupo de ejército de Halleck empezaron a alinearse en frente de Corinth, el mayor general William Tecumseh Sherman propuso un plan de ataque contra el general de brigada confederado James R. Chalmers, el cual había creado una posición defensiva fuerte en la Casa de Russell a lo largo de las líneas confederadas. Sherman se reunió con los generales Halleck y George Henry Thomas el 16 de mayo para hablar de su plan. Sherman planeaba que las brigadas del Coronel Morgan L. Smith y del general de brigada James W. Denver dirigiesen el ataque con el apoyo de la división del mayor general Stephen A. Hurlbut.  El 17 de mayo el ataque comenzó con Denver en la derecha, Smith en el centro y la reserva de Hurlbut a la derecha. Chalmers ofreció una obstinada resistencia mientras que algunos de sus hombres dispararon desde dentro de la Casa de Russell. Los confederados casi tuvieron éxito con un ataque por el flanco en contra de la derecha de Smith, pero fueron rechazados por el coronel Thomas Kilby Smith del 54 de la Infantería de Ohio. Apenas una batería de la 1.ª Artillería de Illinois fue posicionada, la ventaja se puso a favor de las fuerzas de Unión. Chalmers se retiró más allá de Philips Creek cerca de la propiedad de la Casa de Russell y la brigada de Morgan Smith ocupó el alto terreno, en el que la casa estaba posicionada.  Las pérdidas de Sherman eran 10 muertos y 31 heridos. Todos pertenecían a la brigada de Smith. Las pérdidas confederadas eran desconocidas, pero Sherman informó de 12 muertos abandonados en el campo.  En el mismo día una división bajo el general de brigada Thomas W. Sherman rechazó una fuerza confederada, que estaba en un cruce a través de Bridge Creek.

### Widow Surratt Farm
El 21 de mayo el mayor general William "Bull" Nelson ordenó  al coronel Thomas D. Sedgwick a realizar un reconnaissance-en-fuerza contra las trincheras confederadas a lo largo de Bridge Creek cerda de Widow Surratt Farm. Sedgwick avanzó hacia las trincheras de la Unión protegidas por la división del general de brigada Thomas J. Wood y desplegó la 20.ª de Infantería de Kentucky al borde de un aclarado y la 1.ª infantería de Kentucky a la izquierda teniendo ante sí un área llena de árboles. Poco después del despliegue los de Kentucky fueron atacados. La resistencia confederada fue tan severa que Sedgwick tuvo que retirarse hacia atrás. Sedgwick entonces trajo hacia sus posiciones artillería y la 2.ª infantería de Kentucky mientras que el general Wood prestó el apoyo de la caballería de su división. Los hombres de la Confederación intentaron un ataque desde el flanco contra el 1.º de Kentucky pero la artillería unionista (personalmente supervisada por el capitán Alvan C. Gillem del personal de Buell) y la 31.ª de Infantería de Indiana en reserva estabilizó la línea. Los confederados hicieron tres intentos más de girar el flanco de Unión hasta retirarse a un riachuelo más allá de Surratt Farm. El general Nelson ordenó a Sedgwick para aguantar su posición hasta anochecer. Entonces regresó al campamento de la Unión. Una semana más tarde el general Buell montaría un ataque para obtener la tierra alta que rodea Surratt Farm.

### Double Log House
El 27 de mayo Halleck ordenó al mayor general William T. Sherman a echar a los confederados de la casa de registro que estaba en la carretera de Corinth e hiciera una demostración de fuerza contra Corinth, si fuese posible. En el frente de Sherman había una casa de registros al borde de un campo de algodón, que los confederados habían convertido en una casa de bloques removienro para ello el tintineo entre los regsitros. Sherman formó uns columna de ataque con la brigada de Morgan L. Smith en la parte izquierda y la brigada de James W. Denver en la parte derecha. La brigada de John A. Logan (del cuerpo de res de John A. McClernand) también fueron llevados como apoyo. El coronel Ezra Taylor disparó varias rondas de artillería para dar la señal de ataque a la infantería. Denver y Smith tomaron de forma rápida en un ataque frontal y aseguraron la posición en la colina. Los confederados entonces se agruparon par atacar a las tropas de Sherman, pero el contraataque fue rechazado por el grueso de la infantería con el apoyo de la artillería. Al día siguiente el resto de la división de Sherman y la artillería avanzaron hacia la nueva posición, que  movieron adelante al nuevos colocar cuál ofreció un buen punto de vista hacia la ciudad de Corinth misma. Los generales Ulysses S. Grant y George H. Thomas estaban ambos presentes en el campo durante ese enfrentamiento, dando su aprobación respecto al comportamiento en esa operación.

### Surratt's Hill
La infantería confedederada había utilizado una colina en la proximidad del Widow Surratt farm para elegir puestos de avanzada. Con todas sus alas en línea, Halleck ordenó a Buell a sacar a los confederados  de la colina de Surratt Farm. Buell escogió a la divisiónd e reserva del mayor general Alexander M. McCook para apoderarse de la colina con el propósito de utilizarlo para un posterior y futuro ataque contra Corinth. El 27 de mayo McCook organizó a sus brigadas en línea de ataque con la intención de desbordar a las tropas confederadas por sorpresa y por clara superioridad en número. Las brigadas del general de brigada Lovell H. Rousseau y del general de brigada Richard W. Johnson dirigirían el avance juntos. La brigada del coronel Frederick S. Stumbaugh apoyó a la brigada de Johnson y del coronel Robert L. McCook (de la división de Thomas W. Sherman) en apoyo de Rousseau. La brigada de Johnson encontró fuerte resistencia, pero la colina fue aun así tomada en poco tiempo. La división de McCook se atrincheró y trajo artillería pesada a la nueva posición e inmediatamente empezó a disparar a los confederados. La artillería de Beauregard  respondió con un mínimo de esfuerzo. El enfrentamiento de Surratt Hill posibilitó a Halleck traer armas de asedio para el bombardeo de Corinth.

### Bridge Creek
El 28 de mayo el general Nelson ordenó al coronel Sedgwick a coger un cruce confederado en Bridge Creek, un pequeño afluente del río Tuscumbia. Sedgwick movió su brigada fuera de las trincheras principales de la Unión con el 2.º y 20.ª infantería de Kentucky a la cabeza. Sedgwick se lanzó sobre los piquetes confederados. Luego encontró una fuerza más grande guardando el puente. La infantería de Kentucky consiguió obtener control de la parte oriental del puente mientras que Sedgwick ordenó el ataque de la 31.ª infantería de Indiana y la pieza de artillería de John Mendenhall batería de artillería. Estos refuerzos y la artillería obligaron a los confederados a abandonar el puente completamente.

## Retirada
Con el ejército federal preparándose para asediar a la ciudad, un consejo de guerra confederado decidió retirarse de Corinth. El comandante confederado, general P. G. T. Beauregard salvó a su ejército con un truco. Dieron a las tropas de la Confederación raciones para tres días y ordenaron preparar un ataque. Como esperado, uno o dos de ellos se fueron al bando unionista para informar al respecto. El bombardeo preliminar empezó, y las fuerzas de la Unión entonces maniobraron para posicionarse ante lo que creían que iba a ser el ataque de la Confederación. Entonces, durante la noche del 29 de mayo, el ejército confederado se fue. Utilizó para ello el Ferrocarril de Ohio y Mobile para llevar a los heridos y enfermos, la artillería pesada y toneladas de suministros. También ,cuándo un tren llegaba, las tropas aclamaban como si llegasen refuerzos e instalaron también para su propósito falsos cañones  cuáqueros a lo largo de las defensas. Adicionalmente los fuegos de campamento se mantuvieron y los cornetas y bateristas tocaron. El resto de los hombres se fueron sin ser detectados y se retiraron a Tupelo, Misisipi. Cuando las patrullas de la Unión entraron luego en Corinth en la mañana del 30 de mayo, la encontraron por ello sin tropas confederadas. Las fuerzas de la Unión tomaron el control y la convirtieron en su base para sus operaciones para controlar más tarde el Valle de Río del Misisipi y, especialmente, la fortaleza confederada de Vicksburg, Misisipi.

## Consecuencias

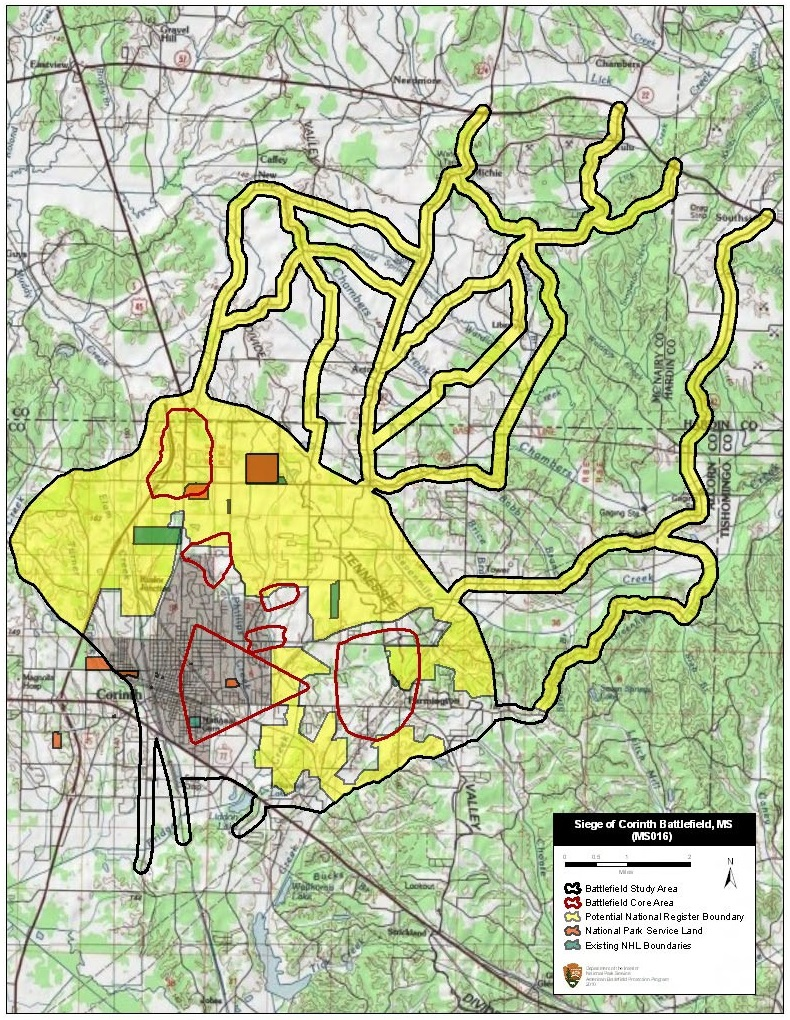
Mapa del asedio de Corinh y áreas de estudio por el American Battle field Protection Programn

John Pope, cuya agresividad superó sus capacidades estratégicas, remarcó en su memorias que la campaña cautelosa de Halleck falló en tomar ventaja de una matriz brillante de oficiales de la Unión, incluyendo a "Grant, Sherman, Sheridan, Thomas, McPherson, Logan, Buell, Rosecrans y muchos otros que podría mencionar."
Un ejército confederado el ejército dirigido por el mayor general Earl Van Dorn intentó recuperar la ciudad en octubre de 1862, pero fue derrotado en la segunda batalla de Corinth por un ejército de Unión bajo la orden de Rosecrans. A veces, durante la segunda batalla, las fuerzas de la Confederación parecían tener la ventaja pero fallarían en tener más éxitos, lo que llevó a una derrota devastadora de las fuerzas confederadas en la región. Rosecrans tuvo la oportunidad de aplastar a las fuerzas rebeldes pero falló después de su victoria, lo que dio a Van Dorn la oportunidad de escapar de ser destruido. Finalmente Corinth llevaría a las operaciones que abrirían el valle del río Misisipi, que era considerado por el general en jefe Henry W. Halleck como, "La apertura del río de Misisipi será para nosotros más ventajosa que la captura de cuarenta Richmonds". El brigada general de la Confederación Joseph L. Hogg, padre del futuro gobernador de Texas Jim Hogg, se enfermó de disentería contraida durante el asedio y murió el 16 de mayo de 1862.

### Memoirs y fuentes primarias
- Pape, John. The Military Memoirs of General John Pope. Edited by Peter Cozzens and Robert I. Girardi. Chapel Hill: University of North Carolina Press, 1998. ISBN 0-8078-2444-5.
- U.S War Department, The War of the Rebellion: a Compilation of the Official Records of the Union and Confederate Armies. Washington, D.C.: U.S. Government Printing Office, 1880–1901.